# Schiefling am Wörthersee
Schiefling am Wörthersee is een gemeente in de Oostenrijkse deelstaat Karinthië, en maakt deel uit van het district Klagenfurt-Land.
Schiefling am Wörthersee telt 2500 inwoners. Er wordt hier veel Sloweens gesproken en veel instellingen zijn tweetalig.
Schiefling am Wörthersee ligt tussen de Wörthersee in het noorden en de Drau in het zuiden. Aan de oostzijde van het dorp ligt de Keutschacher See en het westen, Velden am Wörthersee. Schiefling is onderdeel van de Wörthersee regio. De componist Alban Berg bezat hier een zomerhuisje („Waldhaus“), waar hij aan zijn vioolconcert en zijn opera Lulu werkte. Er staat een buste van hem voor het gemeentehuis.

## Kathreinkogel

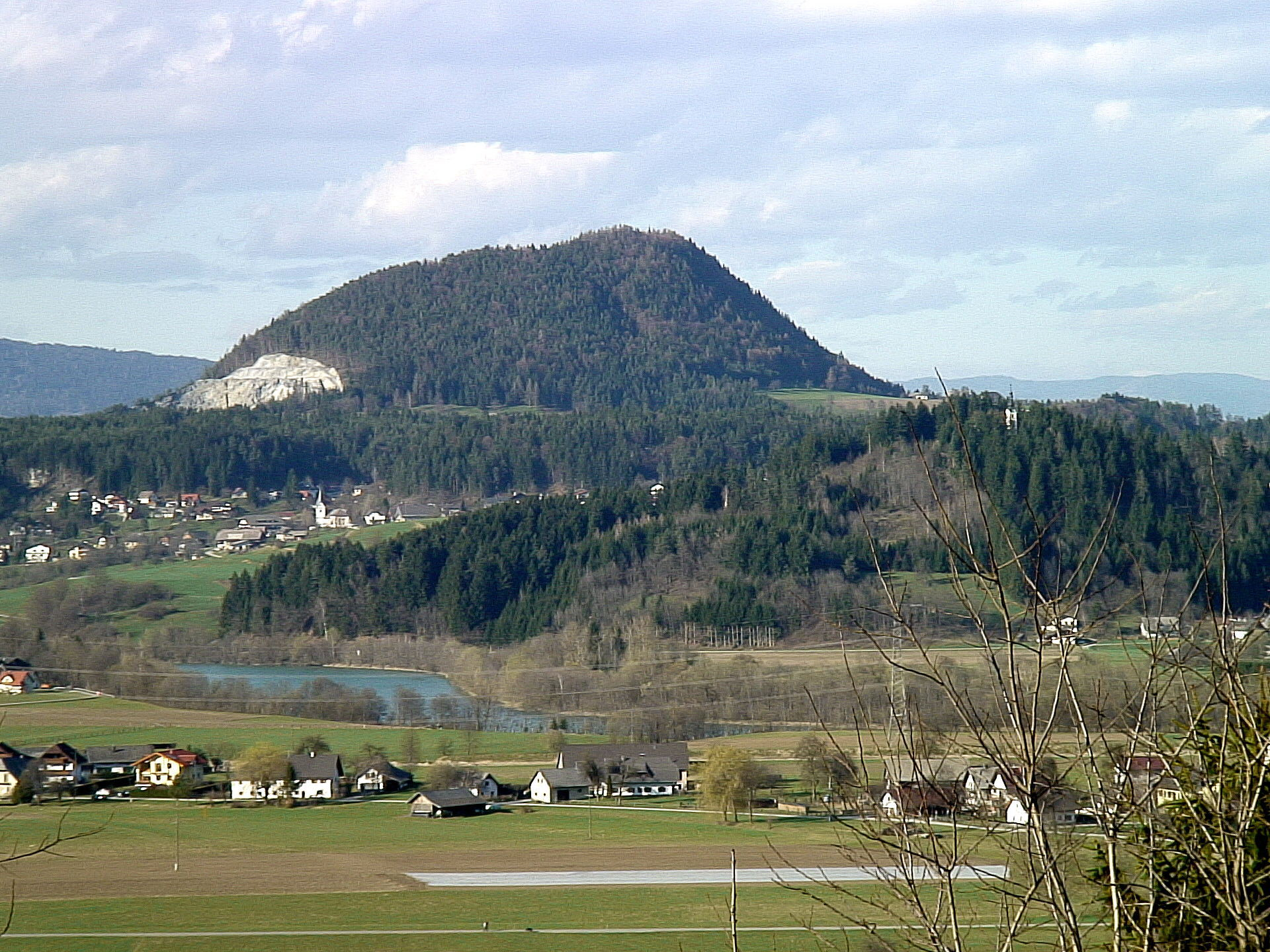
Kathreinkogel

Even buiten Farrendorf ligt een eenzame berg in het landschap die kaarsrecht omhoog steekt en bijna geheel bedekt is door bossen. Deze berg wordt de Kathreinkogel genoemd en gaat terug naar 1200 voor Chr. Boven op de berg staat een oude vestiging waar zich ook een bassin bevindt van 80.000 liter. Dit is de oudste opgraving in zijn soort in het oostelijk deel van de Alpen; een museum is van mei tot oktober open. Naast het museum bevindt zich een kerk.

## Plaatsen in de gemeente
De volgende dorpen behoren tot Schiefling am Wörthersee:
Auen, Aich, Albersdorf, Farrendorf, Goritschach, Ottosch, Penken, Raunach, Roach, Roda, St. Kathrein, Techelweg en Zauchen.

## Busverbindingen
- Schiefling - Keutschach - Viktring - Klagenfurt
- Schiefling - Augsdorf - Velden
- Schiefling - Farrendorf - St. Egyden

Schiefling kent sinds een aantal jaren een project onder de naam GO-Mobile. Het systeem is gebaseerd op een openbaar vervoer systeem en is een soort taxi-systeem waarmee mensen binnen de dorpsgrenzen vervoerd worden.
Ebenthal in Kärnten ·
Feistritz im Rosental ·
Ferlach ·
Grafenstein ·
Keutschach am See ·
Köttmannsdorf ·
Krumpendorf am Wörthersee ·
Ludmannsdorf ·
Magdalensberg ·
Maria Rain ·
Maria Saal ·
Maria Wörth ·
Moosburg ·
Poggersdorf ·
Pörtschach am Wörthersee ·
Sankt Margareten im Rosental ·
Schiefling am Wörthersee ·
Techelsberg am Wörther See ·
Zell
- Gemeinsame Normdatei: 4509826-8
- Library of Congress Control Number: n89146571
- Nationale Bibliotheek van Israël: 987007489442105171
- Virtual International Authority File: 167653746
- WorldCat: E39PBJfx9xBBDGc44KXjmKwjYP